# Сибао ФК
Сибао Футбол Клуб е доминикански професионален футболен клуб от Сантяго де лос Кабайерос, Доминиканска република, основан през 2015 г. Отборът играе в Доминиканска футболна лига.

## История
„Сибао ФК“ е един от младите футболни отбори на територията на Доминиканската република. Редица такива отбори се създават със старта на местната професионална лига през 2015 г. През ноември 2014 група бизнесмени основават тим, който да представя града Сантяго де лос Кабайерос, който е вторият по големина град в страната с население от 550 000 души в първия сезон на професионалния футбол в страната.
Папският католически университет „Майка и учителка“ (на испански: Madre y Maestra) приютява щабквартирата на клуба. Впоследствие се построява и стадион „Естадио Сибао ФК“ в близост до главния кампус на учебното заведение.
За основаването на тима има принос и... Реал Мадрид. Фондацията на „Белия балет“ АРМИД създава своето първо училище в Латинска Америка за предоставянето на спортно и академично обучение на деца и юноши. Разкрива се образователни програми в столицата Санто Доминго и Сантяго де лос Кабайерос. Младежката програма позволява на „Сибао ФК“ да създаде детско-юношеска школа. За броени месеци това „отроче“ се превръща в отбора с най-голямата фенска маса в страната.
За появата и развитието на „Сибао“ голяма заслуга има строителния магнат Мануел Естрея. Инженер по образование, той е собственик на „Групо Естрея“. Това е компания, участвала в изграждането на граждански и инфрастуктурни мегапроекти, някои от които в партньорство с бразилската строителна фирма „Норберто Одебрехт“. Според списание „Форбс“ Мануел Естрея е един от най-богатите хора в Доминиканската република.

## Стадион
Играе на стадион „Естадио Сибао Футбол“ в Сантяго де лос Кабайерос, Доминиканска република.

## Успехи
Национални
- Доминиканска футболна лига:
  -  Сребърен медал (1): 2016
- Купа на Доминиканската република:
  -  Носител (2): 2015, 2016

Международни
- Купа Доминико-Хаитяна:
  -  Носител (1): 2016
- Клубен шампионат на Карибския футболен съюз:
  -  Шампион (1): 2017

## Известни футболисти
- Доминго Пералта
- Рафаел Флорес
- Шарл Ерол
- Паулсо Пиер
- Бебалито